# أوتينوس يوفنتوس
أوتينوس يوفنتوس (بالليتوانية: Utenos Juventus) هو فريق كرة سلة ليتواني للمحترفين تأسس في سنة 1999 يقع مقره في أوتينا ويدربه أنتاناس سيريكا. يلعب في الدوري الليتواني لكرة السلة ودوري أبطال أوروبا لكرة السلة.

## وصلات خارجية
- الموقع الرسمي